# 모토로라 ROKR
모토로라 ROKR(영어: Motorola Rokr)는 모토로라가 출시하는 휴대전화 시리즈이다.

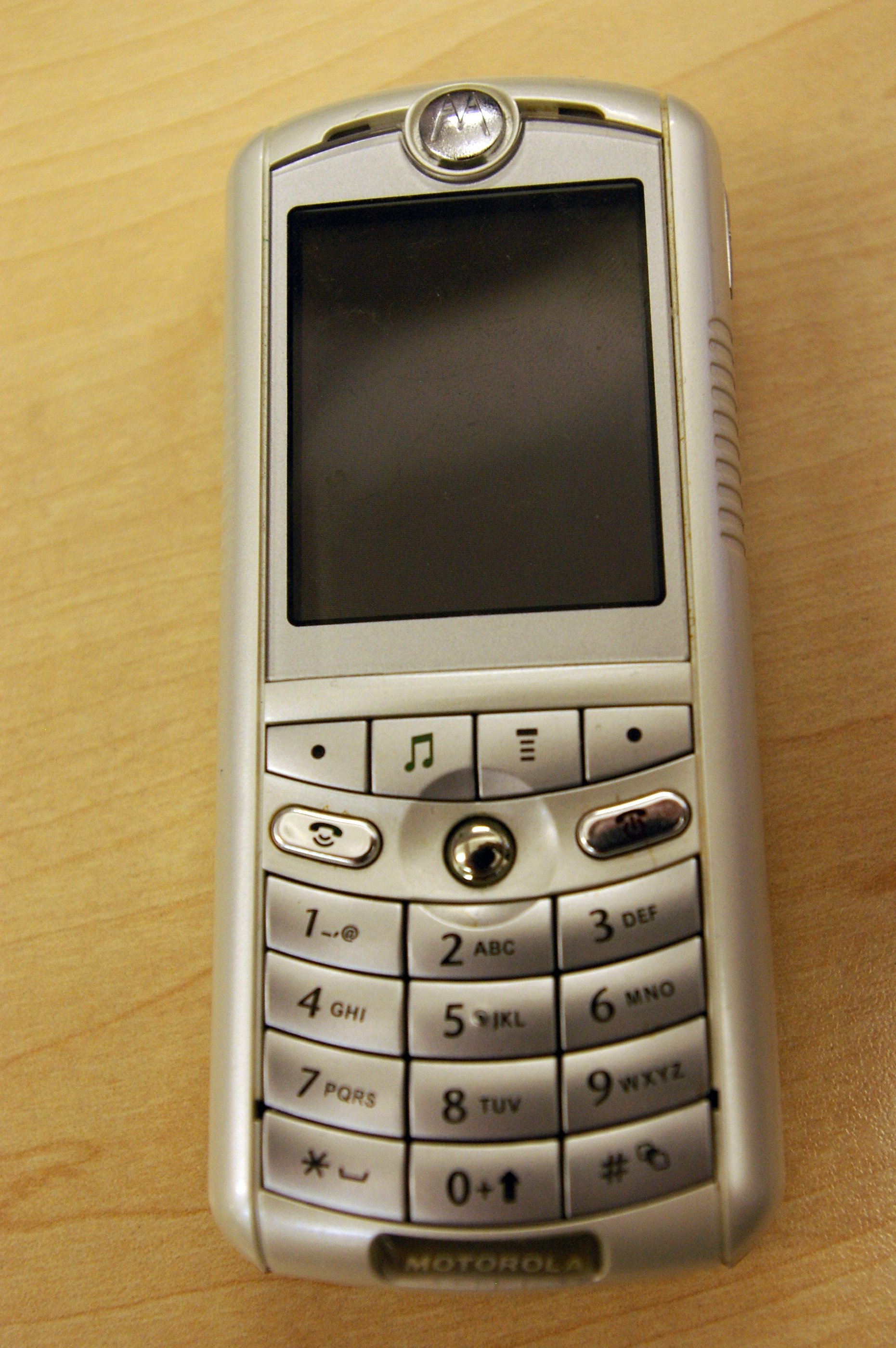
ROKR E1
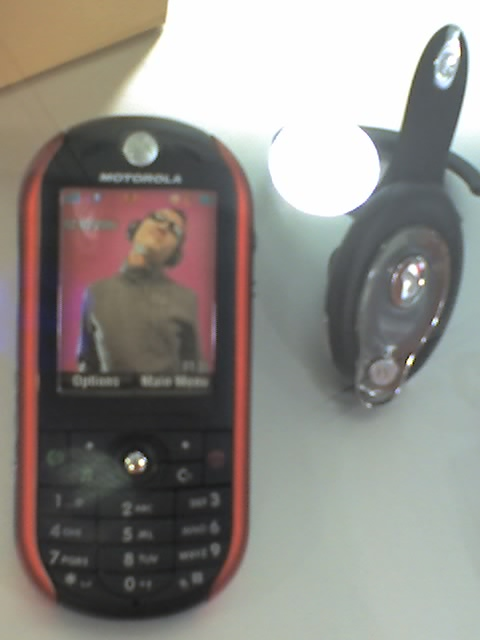
ROKR E2
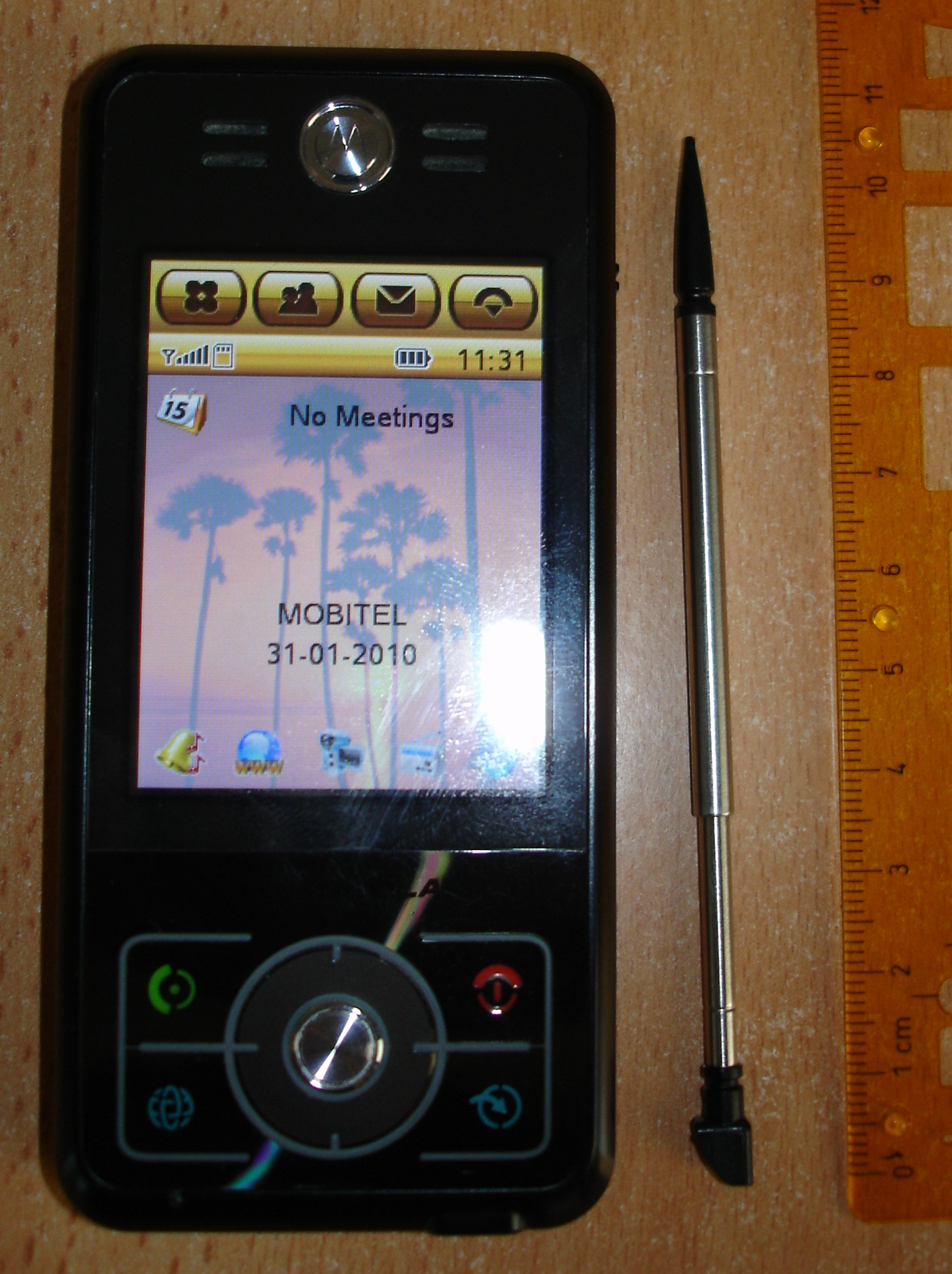
ROKR E6
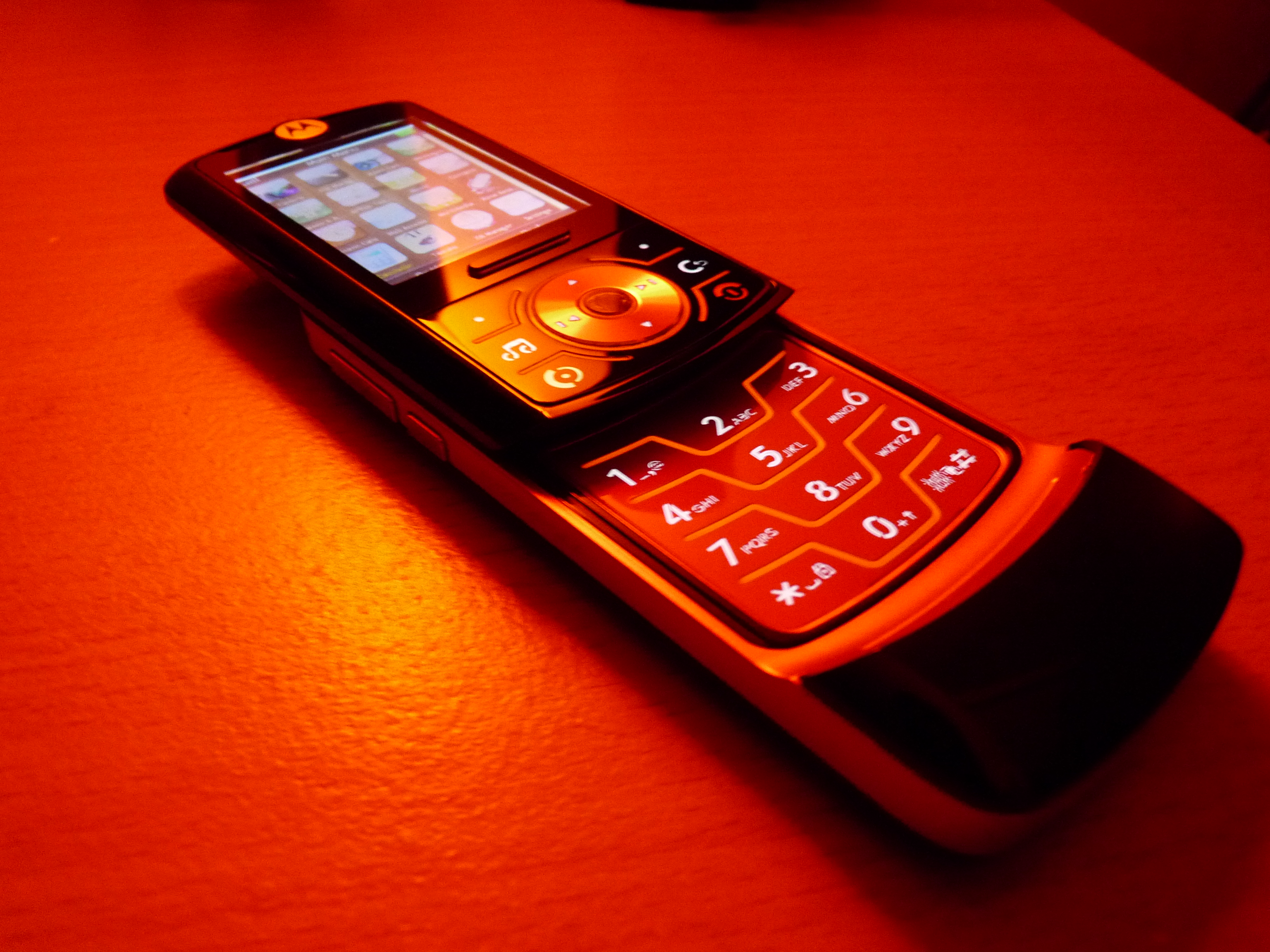
ROKR Z6
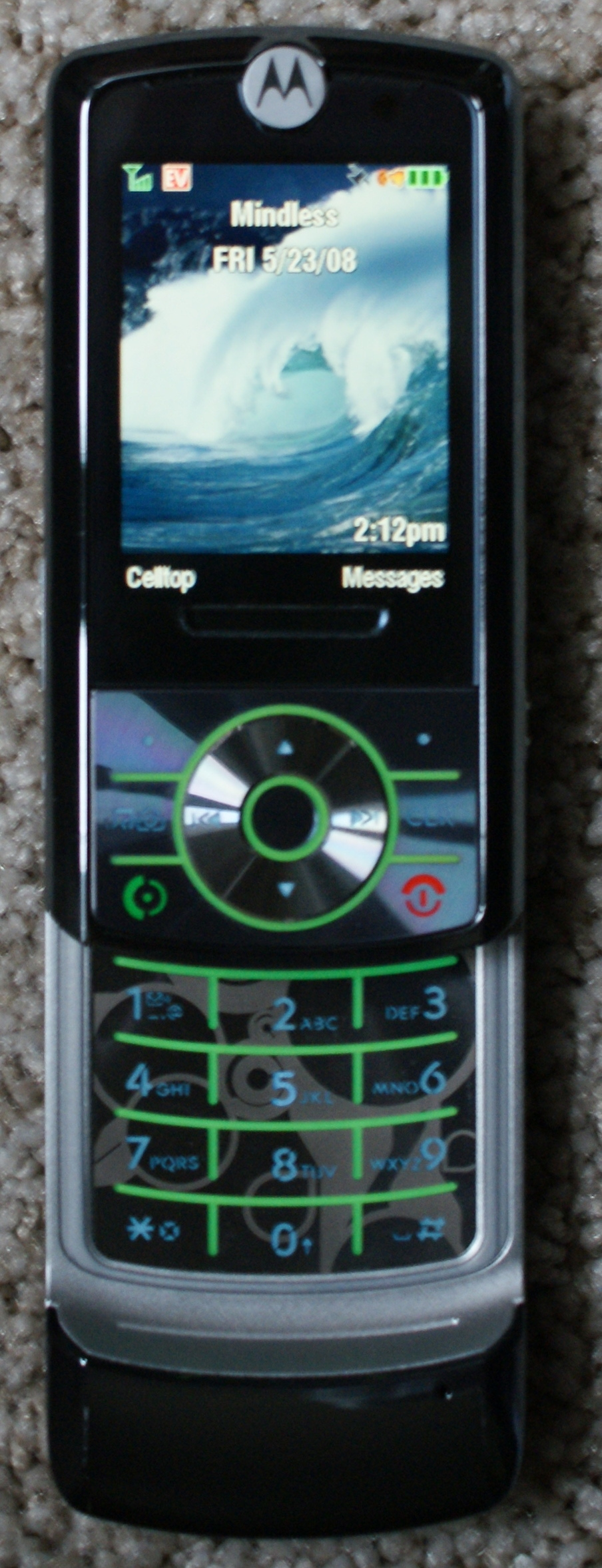
Rokr Z6m

## 출시 기종

### E1
E1은 애플의 아이튠즈 음악 플레이어를 통합했던 첫 번째 전화이다. 이 제품은 애플의 미디어 전용 이벤트 기간인 2005년 9월 7일에 샌프란시스코, 캘리포니아에 출시되었다.

### E2
E2는 2006년 1월 이전모델에 이어 출시되었다. 이시점부터 아이튠즈는 로커 E1을 지원하게 된다. 아이튠즈에서는 리얼 플레이어 포맷의 다양한 지원 및 휴대 전화의 음악 제어판을 갖추고 있다. 그에 따라 사용자는 모토로라 로커 E2를 통해 스테레오 FM 라디오를들을 수 있다.

### E6
E6은 2006년 11월 14일에 출시되었다. 리얼 미디어 플레이어 대신 아이튠즈에 설치된 플레이어를 사용한다. E6는 많은 기능을 내장하고있는데, FM 라디오. MS 오피스 및 PDF 파일 형식을 읽을 수 있는 뷰어, 명함 인식, 200만 화소 카메라, QR 코드 인식. 휴대 전화 표준 크기 헤드폰 플러그의 사용허용, 3.5 mm 헤드폰 잭등이 있다.

### Z6
Z6 7월 7일에 출시되었다. Z6는 많은 기능을 내장하고있는데, 스테레오 지원 블루투스 기술. 200만 화소카메라등을 제공한다. Z6은 Windows Media Player 11과의 동기화가 가능하다.

### Z6m
Z6m은 Z6의 후속버전이다. Z6m는 많은 기능을 내장하고있는데 통합 음악 플레이어, 3.5mm 헤드셋 잭, 스테레오스피커, 블루투스, 512 메가바이트 마이크로 - 카드 키 잠금 스위치, 2메가픽셀 카메라, 2기가바이트 마이크로 저장소등이 있다.

### W5
W5은 2007년 9월 출시되었다. W5는 많은 기능을 내장하고있는데 2GB마이크로 슬롯, 1.3메가픽셀 카메라, 모토로라의 P2K OS, 기본 음악 플레이어등이 있다.

### E8
E8은 2008년 7월에 출시되었다. E8는 많은 기능을 내장하고있는데 자동으로 장치의 현재 기능에 따라 키패드를 변경하는 ModeShift라는 새로운 키패드 인터페이스를 제공한다. 또한 웹 또는 Mac 기반의 캘린더와 함께 Microsoft Outlook과의 동기화가 가능하다.

### EM30
EM30은 2008년 8월에 출시되었다. E8과 EM30 모두 ModeShift 기술을 사용한다.

### EM326g
EM326g은 2009년 1월 출시되었다.

### EM35
EM35은 2009년 1분기에 출시되었다. EM35는 많은 기능을 내장하고있는데 3.15MP 카메라, 1백10메가바이트 내장 메모리, 16기가바이트에 카드 슬롯등이 있다.

### W6
W6은 2009년 4월에 출시되었다.

### ZN50
ZN50은 2009년 7월 출시되었다. ZN50는 많은 기능을 내장하고있는데 자동 초점, 3.15 MP 카메라, 16기가바이트에 더 나은 화면 해상도, 확장 스토리지를 추가가능, 터치 스크린지원등이 있다.

### EM25/EM325
EM25/EM325은 ZN50 같은시간(위 참조)에서, 2009년 7월 출시되었다.

### EM28/EM330
EM28/EM330은 ZN50와 EM25/EM325과 동시에(위 참조), 2009년 7월 출시되었다.